# Partito Comunista Sudafricano
Il Partito Comunista Sudafricano (in inglese South African Communist Party, SACP) è un partito politico sudafricano. Fu fondato nel 1921 come Partito Comunista del Sudafrica (in inglese Communist Party of South Africa, CPSA) dall'unione tra la Lega Internazionale Socialista e altri, sotto la guida di Willam H. Andrews.
Il SACP fa parte dell'Alleanza Tripartita insieme all'African National Congress (ANC) e al Congress of South African Trade Unions (COSATU). Pur non presentandosi alle elezioni generali col proprio contrassegno, diversi membri del partito sono ministri o ricoprono incarichi nel governo del Paese.

## Storia
Il Partito Comunista del Sudafrica (CPSA) si mise per la prima volta in risalto durante la rivolta armata dei minatori bianchi nel 1922. La grande industria mineraria, affrontando il calo delle commesse e la pressione salariale, annunciò la propria intenzione di liberalizzare il rigido sistema di divisione razziale nelle miniere e di elevare la posizione di alcuni neri al livello di supervisori minori (una larga parte dei minatori bianchi occupavano principalmente posizioni di sorveglianza sul lavoro dei minatori neri).
Malgrado si fosse schierato contro il razzismo fin dalla sua nascita, il CPSA appoggiò i minatori bianchi nelle loro richieste di conservazione dei salari e della divisione razziale con lo slogan "Lavoratori del mondo, unitevi e lottate per un Sudafrica bianco!". Col fallimento delle sollevazioni, in parte dovuto alla mancata partecipazione agli scioperi da parte dei lavoratori neri, il Partito Comunista fu costretto dal Comintern ad adottare la tesi della "Repubblica dei Nativi", secondo la quale il Sudafrica era un paese che apparteneva ai nativi, cioè ai neri. 
Al congresso del 1924 il partito orientò così la propria linea verso l'organizzazione dei lavoratori neri e l'"Africanizzazione" del partito. Nel 1928 la maggior parte dei membri di partito, 1600 su 1750, erano neri.
Nel 1929 il partito adottò una "linea strategica" che sosteneva che "La strada più diretta verso il socialismo passa attraverso la lotta di massa per il sistema maggioritario". La politica della Repubblica dei Nativi fu abbandonata ufficialmente dal Partito nel 1948.
Nel 1946 il CPSA, insieme con l'African National Congress, prese parte allo sciopero generale organizzato dall'African Mine Workers' Strike. Molti membri del partito, come Bram Fischer, furono arrestati.
Il CPSA fu dichiarato illegale nel 1950. Il partito entrò nella clandestinità e, nel 1953, si ripropose col nome South African Communist Party. Il cambio di denominazione servì ad enfatizzare l'orientamento del partito verso i particolari interessi dei Sudafricani. Il partito restò illegale fino al 1990.
Il CPSA/SACP fu uno dei bersagli del Partito Nazionale, eletto al governo nel 1948. L'Atto di Soppressione del Comunismo del 1950 fu usato contro tutti coloro che lottavano per la fine dell'apartheid, ma fu ovviamente indirizzato in particolar modo contro il SACP.
In seguito alla repressione del CPSA, il partito cominciò a lavorare principalmente all'interno dell'ANC, in modo da riorientare il programma dell'organizzazione da una politica nazionalista, simile alla vecchia politica della Repubblica dei Nativi del CPSA, verso un programma non razziale che dichiarasse che tutti i gruppi etnici residenti in Sudafrica godono degli stessi diritti nel paese. Mentre i membri neri del SACP furono incoraggiati ad aderire all'ANC e cercare di conquistare posizioni di dirigenza all'interno dell'organizzazione, molti dei suoi principali membri bianchi formarono il Congresso dei Democratici il quale si alleò con lo stesso African National Congress e altri congressi non razzisti dentro la Congress Alliance. Quest'ultima si impegnò per un Sudafrica democratico e non razzista, dove le "persone devono governare" attraverso la Carta delle Libertà (Freedom Charter). La Carta delle Libertà, che fu sviluppata dai più importanti membri del Congresso dei Democratici, fu adottata dalla dirigenza dell'ANC e da allora rimase come fondamento del programma dell'ANC per tutti gli anni della repressione.
Il SACP ha avuto un ruolo dinamico nello sviluppo del movimento di liberazione in Sudafrica. Gli Africanisti del Congresso Panafricanista (PAC) uscirono dall'ANC non come blocco anti-comunista, ma in opposizione alla creazione di un esecutivo della Congress Alliance di cinque membri, che riconduceva i 100.000 membri dell'ANC allo stesso livello dei 500 del Congresso dei Democratici (bianchi) e a quelli di altre tre piccole organizzazioni. Mentre il PAC dimostrò di avere un basso impatto organizzativo (il gruppo fu sciolto appena 11 mesi dopo la sua fondazione), la sua politica riguardo all'Africanismo e all'accettazione del maoismo supportarono le sollevazioni degli studenti neri del 1970 che furono guidate dal Movimento per la consapevolezza nera di Azania e da Steve Biko.
Quando, nel 1950, il Partito Nazionale aumentò la repressione in risposta all'aumento delle pressioni nere e del radicalismo, l'ANC, precedentemente orientato alla non-violenza, si mosse verso l'uso della forza. Una nuova generazione di dirigenti, con a capo Nelson Mandela e Walter Sisulu, capirono che i Nazionalisti avrebbero di certo bandito l'ANC rendendo di fatto impossibili le proteste pacifiche.
Essi si allearono con i Comunisti per formare Umkhonto we Sizwe (Lancia della nazione) che cominciò una campagna di boicottaggio economico e di propaganda armata. Tuttavia i capi del Umkhonto furono presto arrestati e il movimento di liberazione rimase indebolito e con una dirigenza in esilio.
In esilio l'influenza del SACP crebbe poiché gli stati comunisti rifornivano l'ANC con armi e contributi economici. Con un paziente lavoro l'ANC ricostruì lentamente l'organizzazione all'interno del Sudafrica e fu proprio l'ANC, con i comunisti tra le prime fila, che fu capace di trarre vantaggio dall'ondata di rabbia che travolse i giovani Sudafricani durante e dopo la rivolta di Soweto del 1976.
Il comunista Joe Slovo era comandante in capo dell'Umkhonto. Sua moglie Ruth First, quadro dirigente del SACP, fu forse la maggiore teorizzatrice della lotta rivoluzionaria che coinvolse l'ANC. L'ANC stesso, tuttavia, rimase largamente di prospettiva socialdemocratico.
Finalmente, le pressioni esterne e i fermenti interni convinsero anche molti sostenitori dell'apartheid che un cambiamento doveva avvenire, e un lungo periodo di negoziati cominciò, fino al 1994, quando nacque un nuovo Sudafrica su base non razzista.

Con questa vittoria si aprirono nuove tensioni nell'alleanza ANC-SACP. Mentre molti Comunisti, Tra cui Joe Slovo, occupavano posizioni di primo piano tra i banchi dell'ANC in parlamento e al governo, il programma dell'ANC non minacciava l'esistenza del capitalismo in Sudafrica ed era altamente fiducioso nei confronti di investimenti stranieri e del turismo. Nella sua autobiografia, Lungo cammino verso la libertà, Nelson Mandela afferma: 
"C'è sempre qualcuno che dice che i Comunisti ci stanno usando. Ma chi sono questi per dire che non siamo noi ad usare loro?"

## Segretari Generali del SACP
- Moses Kotane
- Moses Mabhida
- Chris Hani
- Joe Slovo
- Blade Nzimande

## Membri del Comitato Centrale del SACP di particolare importanza
- Brian Bunting
- Jeremy Cronin
- Bram Fischer
- Chris Hani
- Ronnie Kasrils
- Mac Maharaj
- Nelson Mandela
- Ivan Schermbrucker
- Leslie Schermbrucker
- Joe Slovo